# 苏丹内战 (2023年至今)
2023年4月15日起，苏丹武装部队和快速支援部隊在蘇丹多地爆發衝突，旋即引發內戰。截至2024年7月5日，衝突導致至少17,000名平民死亡，超過30,000名平民受傷；超過772萬人流離失所和217萬人成為難民。
蘇丹准军事部隊快速支援部隊对軍政要地發動袭击。首都喀土穆各地傳出爆炸和枪声。截至2023年5月15日，快速支援部隊指揮官穆罕默德·哈姆丹·达加洛和軍政府领导人阿卜杜勒·法塔赫·阿卜杜勒拉赫曼·布尔汉均各自声称控制了包括苏丹电视台总部、总统府、喀土穆国际机场和陆军参谋长官邸在內的軍政要地。

## 背景
2018年12月，針對巴希爾政權的抗議活動開始，蘇丹革命的第一階段開始。 持續八個月的公民抗命遭到了暴力鎮壓。 2019年4月，执政近30年的奥马尔·巴希尔政权被推翻，苏丹政局几经变动，最终由苏丹主权委员会作为最高权力机构掌管国家，苏丹武装部队总司令阿卜杜勒·法塔赫·阿卜杜勒拉赫曼·布尔汉担任委员会主席，快速支援部队领导人穆罕默德·哈姆丹·达加洛担任副主席。军方和文官签署权力分享协议，但2021年10月25日布尔汉发动政变推翻了文官政府。当地媒体和观察人士普遍认为，布尔汉和达加洛政见不和，尤其在关于快速支援部队的地位问题上有矛盾。

## 過程

### 2023年4月至5月
2023年4月15日，快速支援部隊對全國（包括首都喀土穆在內）多個蘇丹軍隊基地發動了突襲。正午，快速支援部隊聲稱佔領了喀土穆国际机场、麥洛維機場、歐拜伊德機場以及索巴的一個基地。快速支援部隊與蘇丹軍隊在總統府和布尔汉官邸爆發衝突，均聲稱控制兩地。
作為回應，蘇丹軍隊宣佈關閉全國所有機場。蘇丹空軍對喀土穆的快速支援部隊陣地進行了空襲。
位於喀土穆的蘇丹電視台的總部也發生了衝突，節目一度中斷。目擊者以及阿拉伯卫星电视台表示該電視台已被快速支援部隊佔領。喀土穆有橋樑和道路設立了檢查站，快速支援部隊稱所有通往喀土穆以南的道路都已關閉。
喀土穆國際機場有屬於沙特阿拉伯航空、巴德爾航空和SkyUp航空的飛機被損壞。沙特航空後來證實，一架飛機在起飛前遭到襲擊，所有人員已疏散至沙特大使館。埃及航空和卡塔爾航空也暫停了所有往返蘇丹的航班。
同日，北達爾富爾州首府法希尔爆發衝突，南达尔富尔州尼亞拉機場遭到砲擊。雙方在法希爾爆發激烈衝突，快速支援部隊聲稱佔領了機場、信號部隊和醫療部隊總部。中達爾富爾州的扎林盖也爆發了衝突。
4月16日，军事冲突已至少造成83人死亡、1,126人受伤。世界粮食计划署表示由於3名工作人员在衝突中喪生，該機構开始暂停在苏丹的活动。快速支援部队向外界宣布，蘇丹武装部队军事情报所所长已被俘虏，军事司法部主任已向快速支援部队投降。同時，阿拉伯国家联盟理事会召開紧急会议，重点讨论苏丹冲突。蘇丹民众則遭遇停水停电和食物短缺等情况。
4月17日，聯合國表示，苏丹武装冲突已经造成将近200人死亡、1,800人受伤。欧盟驻苏丹大使在苏丹首都喀土穆的住所内遭殴打。
4月18日，冲突已造成至少270人死亡、2,600人受伤。雙方宣佈停火，但喀土穆的激烈戰鬥持續。有戰鬥機飛越首都，對快速支援部隊發動襲擊。有武裝人員進入喀土穆的醫院。市內醫護人員、電力和水出現短缺。喀土穆南部的戰鬥已停止，但市中心總統府和陸軍總部附近的戰鬥仍在繼續。快速支援部隊在首都搶劫，挨家挨戶地要求提供水和食物 。一名學生在喀土穆大學被流彈擊中身亡。
晚上，快速支援部队和蘇丹武裝部隊互相指責對方違反停火協議。快速支援部队還表示已经控制包括总统府和武装部队总部在內的喀土穆90%以上的地区。蘇丹武装部队對此予以否认，並表示蘇丹武装部队已经全面控制麦罗维国际机场。
4月19日，世界卫生组织表示，冲突已造成至少296人死亡，3,000人受伤。當晚，武装冲突双方约定自当天18时起继续停火24小时，不過在总统府和武装部队总部附近，雙方仍在戰鬥。
4月20日，停火仍然生效，但蘇丹武裝部隊仍攻擊了快速支援部隊在恩圖曼的陣地，期間兩架蘇丹軍隊直升機被擊落。
世界卫生组织表示冲突已致至少330人死亡，近3,200人受伤。联合国难民署表示，过去几天估计有1万至2万人從苏丹达尔富尔逃到乍得避难。
4月21日，當天為開齋節，雙方決定停火三天，但戰鬥依然持續。快速支援部隊指責蘇丹軍隊發動“全面襲擊”，砲擊了喀土穆、北喀土穆和恩圖曼。通往蘇丹港的高速公路沿線和欧拜伊德也爆發戰鬥。蘇丹武裝部隊表示該武裝已奪回位於喀土穆市中心的陸軍司令部。蘇丹衞生部長表示，武裝衝突已造成400多人死亡、約3,500人受傷。
4月22日，喀土穆的激戰仍在繼續，集中在總統府和機場附近。蘇丹武裝部隊同意保護從蘇丹撤離的英國、美國、法國和中國外交官和國民。沙特阿拉伯外交官通過陸路撤離到蘇丹港，然後乘飛機撤離。有外國人從蘇丹港乘船撤離，穿過紅海抵達沙特阿拉伯的吉達港。
4月23日，苏丹医生工会表示，武装冲突已造成264名平民丧生，1543名平民受伤。世界卫生组织表示，武装冲突已造成420人死亡，3,700人受傷。
4月24日，美國宣布交戰各方達成停火72小時協議。聯合國方面表示，衝突已導致至少427人死亡，超过3,700人受伤。埃及外交部表示，埃及驻苏丹喀土穆大使馆的一名助理行政专员在从家中前往大使馆的途中遇难。
4月25日，停火協議仍然生效，但恩圖曼還是遭到猛烈砲擊，西達爾富爾州朱奈納的戰鬥仍在繼續。喀土穆一座存放小儿麻痹和麻疹等疾病样本的国家公共实验室被交戰一方佔領，世界卫生组织表示「极度危险」。
4月26日，首都周圍的戰鬥仍在繼續，快速支援部隊發布了一段影片，聲稱他們控制了喀土穆以北70多公里的煉油廠和發電廠。西達爾富爾州、西科尔多凡州和青尼羅州也爆發衝突。蘇丹內政部亦表示，快速支援部隊在上週闖入5座監獄，放走在囚人士，並造成多名獄警死傷。
苏丹武装部队同意將停火协议延长72小时。苏丹卫生部表示冲突已造成至少512人死亡、4,200人受伤。联合国世界粮食计划署宣布暂停在苏丹的援助项目。
4月27日，停火仍然持續，但蘇丹武裝部隊依然對總統府周圍和北喀土穆的快速支援部隊陣地發動了空襲。朱奈納的戰鬥持續。快速支援部隊指責蘇丹武裝部隊攻擊其在北喀土穆的基地。停火後來又延長了72小時。報告指出快速支援部隊正在達爾富爾虐待平民，包括縱火、盜竊、搶劫、毀壞財產和殺戮。西達爾富爾警察局副局長被槍殺。
4月28日，土耳其国防部表示，该国一架負責撤侨的C-130运输机在瓦迪·赛义德纳空军基地降落时遭到了轻武器的射击。快速支援部队表示，该部队控制了整个喀土穆州90%的地区以及所有进入该州的入口。
5月1日，苏丹军队与快速支援部队表示，他们将把人道主义停火再延长72小时，但由于双方都指责对方违反停火，战斗仍在继续。
5月2日，南苏丹外交部表示，苏丹武装部队和快速支援部队双方和南苏丹总统经过电话沟通，已经原则同意停火7天，从5月4日开始，到5月11日结束。联合国方面表示，冲突已造成苏丹境内超过33万人流离失所。非盟、东非政府间发展组织和联合国三方代表在位于亚的斯亚贝巴的非盟总部召开苏丹危机扩大机制会议。
5月5日，快速支援部队宣布接受由沙特阿拉伯参与调解的停火协议。停火时间自当天起延长72小时。苏丹武装部队也表示已派遣谈判代表前往沙特阿拉伯讨论停火。喀土穆仍爆发零星武装冲突。
5月6日，苏丹武装部队与快速支援部队代表在沙特港口城市吉达举行对话。喀土穆仍有零星交火。土耳其驻苏丹大使乘坐的车辆在喀土穆遭到枪击，但未造成人员伤亡。
5月12日，苏丹武装部队与快速支援部队簽署開戰以來首份協議，承諾保護平民和確保人道主義援助物資流動，但未同意停火。
5月20日，苏丹交战各方签署停火协议，同意停火7天，22日起生效。蘇丹衝突已造成数百人丧生，超过100万人流离失所，與此同時，卡塔爾駐蘇丹大使館亦於同日遇襲。卡塔爾外交部發聲明稱，強烈譴責「非正規武裝部隊」闖入並破壞其駐喀土穆使館大樓，又指使館遇襲前已疏散工作人員，無人受傷，呼籲蘇丹各方立即停止戰鬥，保持最大克制，避免戰火禍及平民。聲明未有指明快速支援部隊應為襲擊負責。蘇丹政府軍則把襲撃歸咎於快速支援部隊。
5月29日，苏丹交战各方同意停火协议延長5天。
5月31日，苏丹武装部队以快速支援部队反复违反停火协议為由宣布已暂停与快速支援部队展開有关停火的对话。快速支援部队则指责苏丹武装部队才是反复毁约的一方。

### 2023年6月至12月
6月9日，苏丹冲突双方在沙特和美国调解下达成为期24小时的停火协议。6月11日上午24時，停战协议結束。6月12日，苏丹军队与快速支援部队在喀土穆、北喀土穆以及恩图曼北部再次发生暴力冲突，造成至少18名平民丧生。扎林盖被快速支援部队完全包围，扎林盖有数十人伤亡。苏丹冲突已扩大到南科尔多凡州以及尼亚拉、朱奈纳、欧拜伊德等城市。截至当天，冲突已致逾6,700人伤亡。
6月14日，西达尔富尔州州长公开指责快速支援部队和与其结盟的民兵组织造成平民死亡。几小时后，州长身亡。世卫组织表示，喀土穆只有不到五分之一的医疗设施能够完全运转。
6月17日，苏丹卫生部长表示，自4月15日苏丹冲突爆发以来，冲突已经造成至少3,000人死亡，大约6,000人受伤。喀土穆及其周边地区的130所医院中只有半数还在运营，而西达尔富尔州的全部医院均已停止运营。當天冲突双方一项新的72小时临时停火协议。停火于喀土穆时间6月18日6时开始。
6月24日，有20名平民在南达尔富尔州尼亚拉冲突中丧生，数十人受伤。6月25日，冲突双方為爭奪喀土穆南部的中央预备役警察部队营地展开戰鬥。快速支援部队声称攻占该营地，并击落了苏丹武装部队的两架米格战机。苏丹武装部队承認中央后备警察总部被佔領。同时，快速支援部队宣布将实行两天的单方面停火。快速支援部队从东、西和南三个方向进攻北科尔多凡州首府欧拜伊德。西达尔富尔州首府朱奈纳、中达尔富尔州首府扎林盖、南科尔多凡州首府卡杜格利等地同樣爆發冲突。根据苏丹卫生部的统计，截至當天衝突已经造成至少3,000人死亡，大约6,000人受伤。
6月27日，快速支援部队宣布释放100名苏丹武装部队被俘人员。
7月14日，苏丹武装部队对位於恩图曼和北喀土穆的快速支援部队实施大规模进攻，同时出动无人机和战机对喀土穆南部、中部和西部的快速支援部队目标实施空袭。通信网络完全中断了几个小时。苏丹武装部队表示控制了连接北喀土穆和恩图曼的哈法亚大桥。快速支援部队则声称，击退了苏丹武装部队在北喀土穆的进攻，打死对方数百人，俘获了包括一名准将在内的数十人，并缴获130辆军用车辆。
7月下旬，快速支援部队完成位於喀土穆南部的装甲兵总部的围困，并持续发动进攻。
8月1日，衝突雙方在喀土穆及其周边的北喀土穆、恩图曼以及达尔富尔地区等地繼續交火。
8月6日，快速支援部队表示击退了苏丹武装部队從位於喀土穆南部的装甲兵总部突围的尝试，并给对手造成重大人员损失。苏丹武装部队则表示，击退了快速支援部队对装甲兵总部的进攻。同时恩图曼南部的工程兵总部也已被快速支援部队围困数日，但快速支援部队无法突破苏丹武装部队的防守。衝突造成当地网络与通信大范围中断。
8月8日，苏丹武装部队与快速支援部队在苏丹首都喀土穆及其周边的北喀土穆、恩图曼三市组成的首都圈地区爆发冲突。苏丹武装部队出动战机对喀土穆南部实施大规模空袭，双方的地面部队也在恩图曼市多个地区激烈交火。受冲突影响，首都圈大部分地区的电力、网络和通信服务自8日清晨起中断。喀土穆州卫生部在社交媒体发文表示，喀土穆以西的恩图曼市当天战火激烈，部分居民区遭遇炮击和轰炸，导致20多名平民丧生，另有多人受伤。恩图曼市唯一一家还在运营的医院血液库存已经耗尽。同日，苏丹快速支援部队在社交媒体发表声明称，势力范围位于苏丹中部的武装组织“苏丹盾牌部队”在其指挥官基克尔的率领下加入快速支援部队。
9月16日-17日，快速支援部队攻击蘇丹武裝部隊位於喀土穆的总部，還攻擊喀土穆的信号兵基地、喀土穆南部的装甲兵总部基地以及恩图曼的工程兵基地。大尼羅河石油公司大樓受到波及而起火，蘇丹武装部队总司令部被黑烟笼罩，苏丹司法部大楼被烤焦，玻璃全部炸碎。喀土穆及达尔富尔地區的所有主要醫院均已停止服務。聯合國表示，蘇丹衝突自爆發以來已造成約7,500人死亡，逾5百萬人流離失所。

### 2024年
2024年2月25日，苏丹武装部队与快速支援部队在喀土穆及其周边的北喀土穆、恩图曼三市组成的首都圈地区激战。苏丹武装部队表示已包围位于恩图曼市的国家广播电视大楼。苏丹民间组织抵抗委员会表示，喀土穆南部一居民区当天遭遇炮击，造成7名平民死亡，另有4人受伤。快速支援部队则表示，其自24日起对恩图曼北部的瓦迪塞德纳空军基地展开连续进攻，摧毁了包括军车、火炮在内的大批苏丹武装部队武器装备。
3月27日，苏丹武装部队与快速支援部队继续在喀土穆及其周边的北喀土穆、恩图曼交战。苏丹武装部队宣布控制首都圈西部的乌巴达地区。
5月13日，喀土穆州政府宣布自即日起在该州实施宵禁。截至當時，快速支援部队占据喀土穆州大约70%的区域，苏丹武装部队控制剩余的30%区域。

#### 蘇丹武裝部隊反攻
9月26日，苏丹武装部队在喀土穆對快速支援部隊發動大規模攻勢。蘇丹武裝部隊在當天黎明空襲當地，造成4死14傷。蘇丹武裝部隊奪回了三條連結喀土穆和周邊城市的橋樑，當中包括一條通往恩圖曼的橋樑，該橋曾是蘇丹武裝部隊和快速支援部隊控制區的分界。
2024年10月是戰爭開始以來平民傷亡最多的月份。快速支援部隊持續砲擊蘇丹武裝部隊在喀土穆的控制區，並無差別攻擊平民，而蘇丹武裝部隊也擴大對快速支援部隊的空襲，造成平民傷亡。同時，蘇丹武裝部隊發動反攻，重奪森纳尔州和杰济拉州。2024年10月下旬開始，快速支援部隊在杰济拉州東部屠殺平民，超過7000人被殺。
2024年11月，內戰雙方均已放棄以談判終結戰爭，而內戰在雨季稍有緩和，雙方得以重整旗鼓。受到快速支援部隊犯下的戰爭罪行和暴行影響，蘇丹平民更為支持蘇丹武裝部隊而，蘇丹武裝部隊又和國內伊斯蘭武裝組織合作。11月23日，蘇丹武裝部隊收復森納爾州首府。

### 2025年
2025年1月11日，蘇丹武裝部隊攻下杰济拉州首府瓦德迈达尼。2月8日，蘇丹武裝部隊收復北喀土穆大部分地區，並準備攻入喀土穆。
2025年3月20日，蘇丹武裝部隊宣佈，部隊距離總統府不足500米。3月21日，部隊時隔兩年重奪總統府。
2025年5月20日，蘇丹武裝部隊宣佈，其已將快速支援部隊驅逐出喀土穆州。

## 撤侨行动
暴力冲突促使外国政府密切关系苏丹的局势，并采取行动撤离和遣返其国民。美國、埃及在苏丹有大量侨民，包括超过16,000名美國公民和超过10,000名埃及公民，其中大多数是双重国籍。在首都喀土穆，特别是在机场内和周围的战斗阻碍了撤离的进行。这迫使撤离人员通过红海苏丹港的公路进行，该港口位于喀土穆东北约650公里（400英里）处。他们从那里被带到他们的祖国或第三国家。其他撤离是通过陆路过境点或从外交使团和其他指定地点空运进行的，一些本国军队直接参与。撤离期间使用的一些主要中转枢纽包括沙特阿拉伯的吉达港和吉布提，其中吉布提是美国、中国、日本、法国和其他欧洲国家的军事基地所在地。

## 人道主義影響

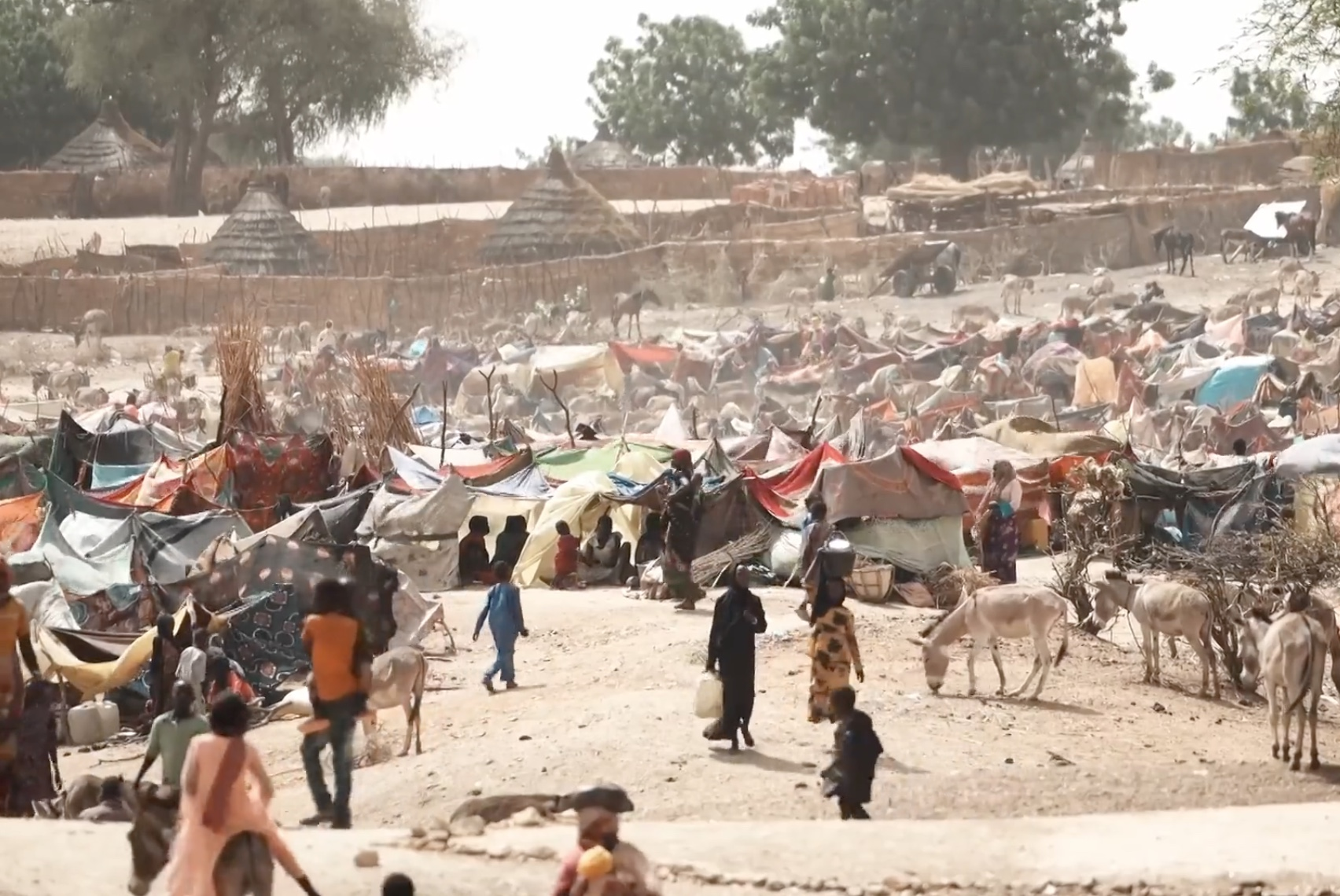
2023年5月16日，乍得的蘇丹難民營。

高溫、乾旱時期以及賴買丹月期間發生的暴力事件進一步加劇了戰鬥後的人道主義危機。 由於擔心陷入交火，平民無法冒險走出家門去獲取食物和補給品。 一個醫生組織表示，醫院仍然人手不足，而且隨著傷員湧入，物資也越來越少。  世界衛生組織記錄了大約 26 起針對醫療機構的襲擊事件，其中一些造成醫務人員和平民傷亡。蘇丹醫生聯盟表示，衝突地區三分之二以上的醫院已停止服務，其中32家醫院被士兵強行疏散或陷入交火。  這包括喀土穆 130 個醫療設施中的大約一半以及西達爾富爾州的所有醫院。 全國各地報告了麻疹、霍亂和腹瀉等疾病的爆發。
2023年8月2日，一個移民组织表示，苏丹冲突已造成超过92.6万人跨越边境寻求庇护，302万人在境内流离失所。
11月12日，联合国人道主义事务协调厅表示，苏丹武装冲突爆发以来，苏丹已有大约610万人流离失所，其中约490万人在苏丹境内流离失所，另有超过120万人进入中非共和国、乍得、埃及、南苏丹等邻国避难。喀土穆州出逃的民众有大约330万。
11月30日，联合国人权专家表示，快速支援部队及其同盟民兵将性暴力作为工具广泛用于战争，以压制、恐吓等手段虐待妇女和女孩以及非苏丹移民、难民和无国籍人士，或针对特定社区。

## 謠言
2023年4月14日，苏丹武装部队官方页面发布了一段影片。称其为苏丹空军对快速支援部隊的行动。半岛电视台的监控和核实部门声称。该影片是用2023年3月在TikTok上发布的電子游戏武裝行動3的镜头伪造的。该部队还声称，苏丹军队指挥官布尔汉视察装甲部队的影片是在战斗前拍摄的。据报道，一段苏丹直升机飞越喀土穆参加苏丹武装部队打击快速支援部隊的影片也在社交媒体上流传，被证实是在2022年11月拍摄的。
社交媒体上广为流传的两张照片显示，一座燃烧的桥被报道为Bahri桥，一座被炸毁的建筑据称位于喀土穆，这两张照片都被证实是俄罗斯入侵乌克兰时拍摄的。

## 各界反應

### 国内

#### 军方
快速支援部队：在接受半岛电视台采访时，快速支援部队指挥官穆罕默德·哈姆丹·达加洛指责阿卜杜勒·法塔赫·布尔汉强迫快速支援部队开始对抗，并指责苏丹武装部队指挥官阴谋使被罢免的领导人奥马尔·巴希尔重新掌权。达加洛在推特上呼吁国际社会对布尔汉进行干预，声称快速支援部队是在打击激进武装分子。
 苏丹武装部队：指控快速支援部队煽动阴谋反对国家，并表示将不经讨论解散快速支援部队。它将达加洛列为罪犯，并对他发出通缉令。军方表示将对快速支援部队进行扫荡，并敦促平民留在室内。苏丹武装部队的媒体代表告诉半岛电视台，退役老兵已经加入苏丹武装部队对抗快速支援部队。布尔汉说他“对快速支援部队在早上9点袭击(我的)家感到震惊”，同时还说总统府和其他政府设施都在苏丹武装部队的控制之下。

#### 其他
前总理阿卜杜拉·哈姆杜克公开呼吁布尔汉和达加洛双方停止战斗。
2023年4月18日，民族乌玛党的el-Wasig el-Bereir与苏丹武装部队和快速支援部队联系，要求他们立即停止战斗。而喀土穆抵抗委员会的el-Fateh Hussein则呼吁立即停止战斗，称苏丹抵抗委员会长期以来一直要求苏丹武装部队“返回军营”，并要求解散快速支援部队。苏丹抵抗运动委员会协调医疗支持网络，张贴反战信息，并鼓励当地社区避免站在快速支援部队或苏丹武装部队一边。抵抗委员会成员哈米德·穆尔塔达（Hamid Murtada）形容抵抗委员会“在提高选民意识和支持立即结束战争的倡议方面发挥了重要作用”。
喀土穆、阿尔巴吉和达马津的居民举行了反对冲突的抗议活动。
8月7日，苏丹港一家法院向快速支援部队领导人穆罕默德·哈姆丹·达加洛以及他的兄弟、快速支援部队副指挥官阿卜杜勒·拉希姆·达加洛发出逮捕令，理由是快速支援部队涉嫌在西达尔富尔州杀害当地马萨利特族人。

### 國際

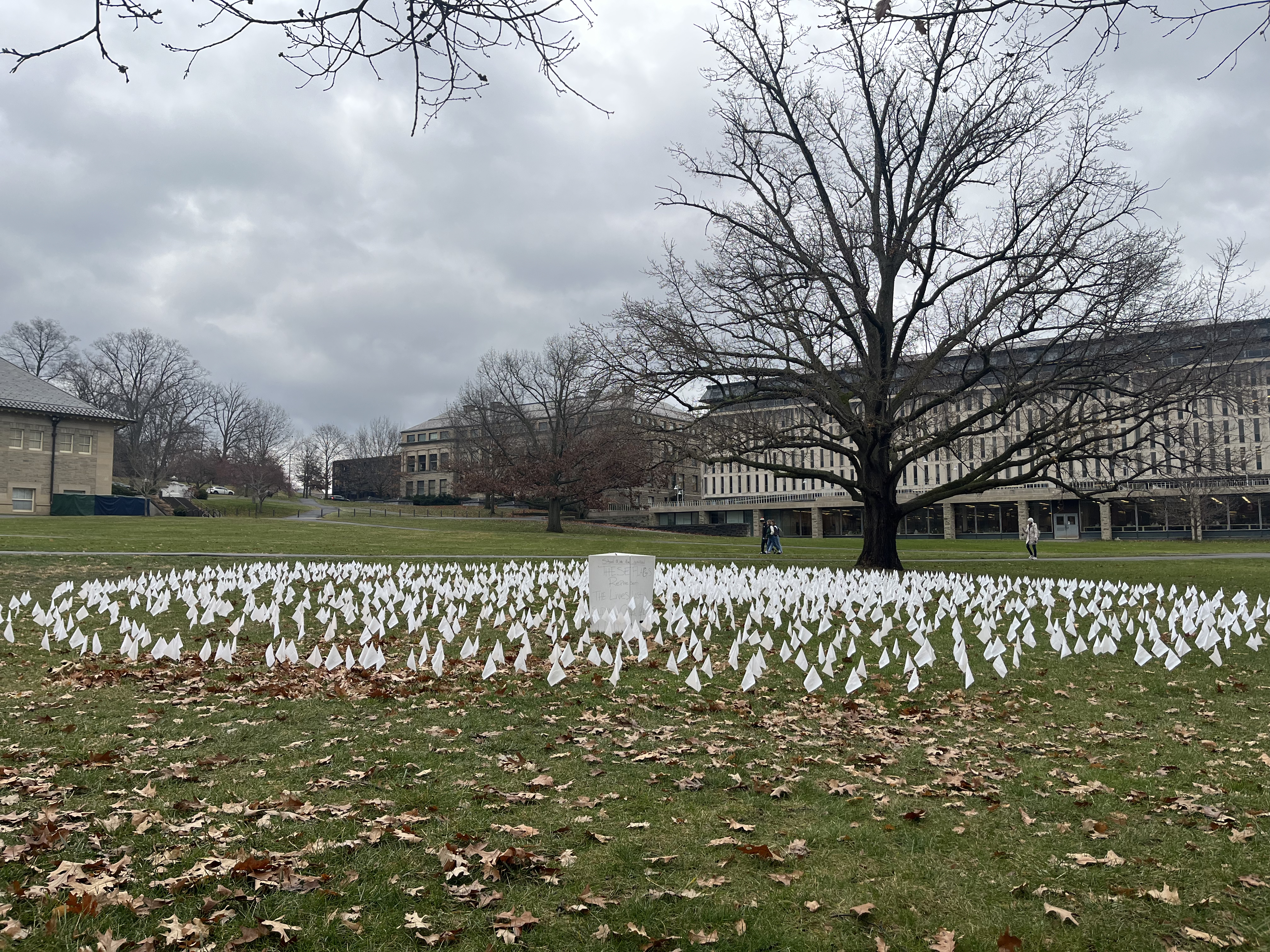
在康乃爾大學紀念在蘇丹衝突、剛果、和巴勒斯坦中喪生生命的白旗。

2023年4月19日，包括加拿大、法国、德国、意大利、日本、荷兰、挪威、波兰、韩国、西班牙、瑞士、瑞典、英國、美国和歐盟在内的驻蘇丹外交使團發表聯合声明，呼吁交战各方遵守国际法规定的义务，特别敦促他们“保护平民、外交官和人道主义行动者”。避免事态进一步升级，并启动谈判以“解决悬而未决的问题”。

#### 國家
- 阿尔及利亚呼吁“采取联合紧急行动，避免局势进一步升级，结束战斗”[153]
- 埃塞俄比亞敦促各方保持克制[154]。
- 澳大利亚政府谴责苏丹各地发生的暴力，呼吁所有各方停止敌对行动，防止进一步不必要的流血。谈判解决是苏丹人民前进的唯一道路[155]。
- 巴基斯坦外交部表示，它正在密切监测苏丹的安全局势，并与喀土穆的数千名巴基斯坦人联系，以确保他们的安全[156]。
- 巴西总统路易斯·伊纳西奥·卢拉·达席尔瓦在與葡萄牙總統馬塞洛·雷貝洛·德索薩共同举行的新闻发布会上宣布兩國將合作“迅速撤离”葡萄牙和巴西公民[157]。
- 法国政府撤回了在苏本国公民，并对美国促成的72小时停火表示欢迎[158]。
- 韩国总统尹锡悦下令部署一支反海盗海军部队前往苏丹海域协助韩国公民撤离[159]。
- 加拿大政府表示，因應蘇丹的安全局勢，當局将暫時關閉加拿大駐蘇丹大使館，直至另行通知，同時也把蘇丹的旅遊警示提升至4級[160]。
- 教宗方濟各稱蘇丹局勢嚴峻，呼籲雙方對話[161]。
- 肯亞敦促各方保持克制[154]。肯尼亚也曾宣布将撤离本国公民，但苏丹的战事推迟了这一计划[162]。
- 馬來西亞外交部谴责了这次暴力事件，并呼吁冲突各方进行有意义的对话[163]。外交部长赞比里阿都卡迪透露，外交部已经启动了“苏丹行动”和一个特别小组，以确保他们的安全和福利[164]。
- 美国国务卿布林肯呼籲雙方和談[165]，並於4月22日空运撤走外交官，暫停駐蘇丹大使館的運作[166]。在苏丹的美国公民約16,000人[167]，多數也是苏丹公民[168]，其中約5,000人尋求美國協助，美國已協助撤離1,700人[169]，有2名美國人在蘇丹衝突期間身亡[170]。美軍派遣了九萬噸的遠征移動基地艦劉易斯·B·普勒號等三艘軍艦待命，其中先鋒級遠征快速運輸船布朗斯維克號撤走300人。[171][172]
- 南非政府宣布将于4月24日开始从苏丹撤离南非公民。南非总统西里尔·拉马福萨还表示，南非也将帮助邻国遣返其公民[173]。
- 挪威政府建议其公民避免前往苏丹[174]。
- 葡萄牙总统马塞洛·雷贝洛·德索萨與巴西总统路易斯·伊纳西奥·卢拉·达席尔瓦在共同举行的新闻发布会上宣布两国将合作“迅速撤离”葡萄牙和巴西公民[157]。
- 日本首相岸田文雄表示，将尽速启动对日本公民的撤侨程序，并希望冲突停止。及後，航空自衛隊隨即於4月19日派出C-130、C-2運輸機及KC-767空中加油机，將45名日僑撤走[175]。
- 瑞典总理乌尔夫·克里斯特松称，一旦情况允许，瑞典政府将从苏丹撤离其使馆工作人员及其家属[176]。
- 在法国协助下，瑞士已借道吉布提撤回其驻苏丹大使馆的工作人员与其家属[177]。
- 坦桑尼亚正计划从苏丹撤离其210名公民。苏丹外交部长斯特戈梅纳·塔克斯（英语：Stergomena Tax）对议会说，政府正在与坦桑尼亚驻喀土穆大使馆沟通最新情况，并与邻国以及非洲联盟和联合国等机构进行协调[162]。
- 沙特阿拉伯外交部部長费萨尔·本·法尔汉·阿勒沙特親王于4月16日与布尔汉将军和达加洛将军通了两次电话，呼吁结束暴力，恢复向苏丹文官领导的政府过渡[178]。
- 土耳其总统雷杰普·塔伊普·埃尔多安分别与布尔汉将军和达加洛将军通了电话，呼吁双方结束冲突，重返谈判[179]。
- 西班牙外交部长何塞·曼纽尔·阿尔瓦雷斯（英语：José Manuel Albares）说，西班牙政府支持恢复苏丹和平并继续向民主轉型（英语：Sudanese transition to democracy）努力。
- 叙利亚交通部表示，叙利亞航空暂停每周五飞往喀土穆国际机场的航班。[180]
- 意大利撤回了在苏本国公民，并呼吁结束战争，开启谈判，恢复和平，建立文官领导的政府[181]。
- 以色列提议邀请布尔汉将军和达加洛将军进行停火谈判，称其一名高级官员在两人之间的斡旋中取得了进展[182]。
- 印度總理纳伦德拉·莫迪于4月21日主持了一次高级会议讨论苏丹局势，并准备了安全措施、撤离了在苏丹的印度公民[183][184]。
- 英国外交大臣詹姆士·柯維立缩短了对新西兰的访问，并取消了随后对萨摩亚的访问，以集中精力监测苏丹的局势。[185]
- 乍得關閉了與蘇丹的邊界[186]。
- 中華人民共和國呼吁冲突双方尽快停火，避免局势进一步升级[187]。同時解放軍海军派遣舰艇赴苏丹接运撤离中國在苏人员。[188]

#### 國際組織
- 阿拉伯联盟在开罗召开紧急会议后发表声明，呼吁立即结束苏丹的暴力冲突，并提出在苏丹交战双方之间进行斡旋[189]。
- 非洲聯盟呼籲政治解決危機，“強烈反對任何可能導致蘇丹局勢複雜化的外部干涉”[190][191]，又宣布非洲聯盟委員會主席穆萨·法基計劃立即前往蘇丹執行停火任務[192]。
- 联合国秘书长安东尼奥·古特雷斯呼吁立即停止一切敌对行动[193]，并谴责发生在针对世界粮食计划署雇员导致遇难的袭击，称这些死亡事件“令人震惊”（appalling）[194]。他还对苏丹的冲突可能升级为灾难性的地区冲突表示担忧[195]。
- 欧盟外交和安全政策高级代表何塞普·博雷利证实，欧盟工作人员全部下落不明，并呼吁立即停止暴力[196]。他还称对驻喀土穆大使艾丹·奥哈拉（英语：Aidan O'Hara）的袭击严重违反了《维也纳公约》。[195]欧盟发言人纳比拉·马斯拉利（Nabila Massrali）告诉法新社，袭击发生后，欧盟代表团并没有从喀土穆撤离[197]。
- 國際特赦組織呼籲冲突各方必须務必保护平民，联合国安理会應當就苏丹局势召开紧急会议[198]。
- 政府间发展组织就苏丹局势召开了紧急会议，并表示计划尽快派遣肯尼亚总统威廉·鲁托、南苏丹总统萨尔瓦·基尔·马亚尔迪特和吉布提总统伊斯梅尔·奥马尔·盖莱前往喀土穆，调解冲突双方[199]。
- 世界银行对其援助工作人员与世界粮食计划署雇员遭到袭击深感悲痛，希望苏丹局势能够迅速得到解决[200]。